# Giuseppe Gibilisco
Giuseppe Gibilisco, né le 5 janvier 1979 à Syracuse, est un athlète italien, pratiquant le saut à la perche.

## Biographie
Après des médailles de bronze obtenues en catégorie junior, il obtient sa première médaille dans un grand championnat lors du mondial 2003 de Paris Saint-Denis, compétition où il remporte la médaille d'or.
L'année suivante, il monte de nouveau sur le podium, obtenant le bronze lors des Jeux olympiques 2004 à Athènes.
En 2007, il est condamné à deux ans de suspension par la Fédération italienne d'athlétisme. Cette suspension fait suite à une enquête faisant suite à l'affaire « Oil for Drugs » dont le principal protagoniste est le docteur Carlo Santuccione et dans le cabinet duquel des produits interdits avaient été saisis. Gibilisco, qui était l'un de ses patients, est condamné pour violation d'un article qui interdit l'usage ou la tentative d'usage de substance interdite. Le 9 mai 2008, il est finalement innocenté par le Tribunal arbitral du sport.
Lors des Jeux méditerranéens 2013 à Mersin, il remporte la médaille d'or, en franchissant 5,70 m, ce qui est le record des Jeux et son meilleur saut depuis 2010.

## Palmarès
| Date | Compétition                       | Lieu       | Résultat | Marque |
| ---- | --------------------------------- | ---------- | -------- | ------ |
| 1998 | Championnats du monde junior      | Annecy     | 3e       | 5,20 m |
| 2001 | Championnats d'Europe espoirs     | Amsterdam  | 3e       | 5,50 m |
| 2001 | Jeux méditerranéens               | Tunis      | 2e       | 5,40 m |
| 2003 | Championnats du monde en salle    | Birmingham | 8e       | 5,40 m |
| 2003 | Championnats du monde             | Paris      | 1er      | 5,90 m |
| 2004 | Jeux olympiques                   | Athènes    | 3e       | 5,85 m |
| 2005 | Championnats du monde             | Helsinki   | 8e       | 5,50 m |
| 2005 | Finale mondiale                   | Monaco     | 3e       | 5,60 m |
| 2006 | Championnats d'Europe             | Göteborg   | 7e       | 5,50 m |
| 2009 | Championnats du monde             | Berlin     | 7e       | 5,65 m |
| 2010 | Championnats d'Europe par équipes | Bergen     | 3e       | 5,60 m |
| 2010 | Championnats d'Europe             | Barcelone  | 4e       | 5,75 m |
| 2011 | Championnats d'Europe par équipes | Stockholm  | 12e      | NM     |
| 2013 | Championnats d'Europe par équipes | Gateshead  | 2e       | 5,60 m |
| 2013 | Jeux méditerranéens               | Mersin     | 1er      | 5,70 m |

## Référence
1. ↑  « Gibilisco innocenté », sur www.lequipe.fr, 9 mai 2008